# Centrale nucleare di Monju
La centrale nucleare di Monju è una centrale nucleare situata presso Tsuruga nella Prefettura di Fukui, sulle coste del Mar del Giappone. Possiede un unico reattore FBR da 246 MW.
L'impianto, di proprietà della Japan Atomic Energy Agency, è un prototipo per il futuro piano di approvvigionamento energetico giapponese, producendo più combustibile di quello che consuma per il suo funzionamento, in un prossimo futuro sarà parte integrante, assieme a suoi derivati, del futuro programma energetico giapponese. Questo è uno dei tre reattori FBR attualmente operativi (a marzo 2010, anche se questo attualmente in lunga fermata), gli altri due sono i reattori russi di Beloyarsk e Dimitrovgrad.

## Chiusura a lungo termine dell'impianto
L'impianto è stato chiuso nel 1995 (poco dopo la partenza) per una fuga di sodio dal circuito primario.

## Ripartenza dell'impianto
A febbraio 2010 sono finiti i lavori e le ispezioni della sicurezza nell'impianto (fra i requisiti principali c'è la sicurezza dell'impianto in caso di terremoto), per garantirne la sicurezza per la riapertura, che dovrebbe avvenire (secondo programma) entro la fine di marzo. In ogni caso il reattore opererà per compiere prove a caldo (cioè con reattore in funzione) per i primi tre anni, in seguito sarà rimesso in operatività commerciale.. La centrale è stata riaccesa il 6 maggio 2010 e saranno compiute tutte operazioni di verifica "a caldo" dell'impianto fino a circa 2013, quando sarà di nuovo in produzione commerciale.

## Dismissione
A seguito di altri incidenti capitati a Monju nel 2013, dei costi del combustibile prodotto tramite questa centrale autofertilizzante notevolmente più alto di quello 'tradizionale' acquistato e delle mutate politiche giapponesi sul nucleare dopo gli incidenti causati dallo tsunami a Fukushima, nel 2016 è stata confermata la dismissione della centrale e il suo decommissionamento (per il quale si prevede saranno necessari 30 anni), iniziato nel 2018 con la rimozione del combustibile (portata a termine le 2022).